# Maurits Van Saene
Maurits Van Saene (Ninove, 28 oktober 1919 – Aalst, 21 januari 2000) was een Belgische kunstenaar, vooral gekend als schilder/tekenaar van (abstracte) marines, landschappen en naakten. Hij was eveneens een restaurateur van monumentale gebouwen zoals de voormalige infirmerie (als enige restant) van de Ninoofse abdijgebouwen (1761-1793) waar hij verbleef, het kasteel ter Ham (Steenokkerzeel), het kasteel Steenhuize-Wijnhuize (familie van Waeyenberge) en het gastenkwartier van de Kartuizerspriorij te Sint-Martens-Lierde. 
Hij studeerde aan het Sint-Lukas (thans LUCA School of Arts) in Brussel (1936-1940), en was vrije leerling aan het Ecole nationale supérieure des beaux-arts in Parijs (1940-1942). In 1944 werkt hij met Jean Brusselmans in het Atelier van de Miniemenstraat in Brussel.
In 1943 won hij de Godecharleprijs. Van Saene was erelid van de Koninklijke Vlaamse Academie voor Wetenschappen en Kunsten.